# Sant Llorenç de Gratallops
Sant Llorenç de Gratallops és una església del municipi de Gratallops (Priorat) protegida com a bé cultural d'interès local.

## Descripció
Església de tres naus, la central més alta que les laterals, i reforçada per contraforts no sortits. Planta de creu llatina. Hi ha una sagristia i una capella del santíssim a la prolongació d'una nau lateral. La volta és de mig punt amb mitges llunes que s'obren a finestres. A la intersecció de la nau amb el creuer hi ha un cimbori en volta de mitja esfera que acaba en una espècie de petita torre amb finestres. La coberta és a dues aigües. L'obra és de pedra i enguixada per dintre, amb la base de les columnes que separen les naus de pedra. Als peus de l'església i al costat esquerre hi ha el campanar, de planta octogonal i bastit de maons. L'acabament és obra del segle xx. La decoració principal és la porta, amb una ornamentació similar a la d'altres esglésies de la comarca. A la capelleta que hi ha damunt la porta hi ha una imatge recent (1974) de Sant Llorenç; tot el conjunt constitueix l'únic sector amb pedra vista i treballada de l'església, i és compost per elements clàssics.

## Història
Aquesta parròquia pateix la manca de dades pròpia d'aquelles que han vist cremar tota la seva documentació. Això no obstant, pot inscriure's la construcció a mitjan segle xviii. A principis de segle fou afegit al campanar una espècie de birret que constitueix com un acabament. La façana fou arranjada a finals del segle xx, així com part del terra, originalment amb rajoles. Fou annexa de Can de Torroja.